# SN Refsdal
SN Refsdal (наднова Рефсдаля) — перший спалах наднової, відкритий завдяки гравітаційному лінзуванню (відхилення світла в гравітаційних полях). Спалах зафіксовано 10 листопада 2014 року космічним телескопом Габбла, повторно — 11 грудня 2015. Наднову названо на честь норвезького астрофізика Шур Рефсдаля, який у 1964 році передбачив ефект часового зсуву проєкцій при гравітаційному лінзуванні. Червоний зсув наднової z = 1,49, відстань — 9,34 млрд св. р. Гравітаційною лінзою слугувало скупчення галактик MACS J1149+2223, яке перебуває на відстані z = 0,54 (5,0 млрд св. р.). 

## Проєкції
Завдяки гравітаційному лінзуванню спалах на Землі має шість проєкцій. Так званий хрест Ейнштейна утворено гравітаційним лінзуванням навколо найбільшої галактики скупчення MACS J1149+2223 і ще дві проєкції утворено шляхом лінзування навколо всього скупчення.

## Часовий зсув
Світлові промені, які викривлюються різними частинами гравітаційних лінз, долають різну відстань поміж самим об'єктом і Землею. Внаслідок цього чотири проєкції (хрест Ейнштейна), що утворилися шляхом лінзування навколо найбільшої галактики скупчення MACS J1149+2223, спостерігалися 10 листопада 2014 року. А через тринадцять місяців, згідно з прогнозними розрахунками японського дослідника Масамуне Огурі, телескоп Габбл зафіксував проєкцію, пролінзовану навколо всього скупчення. Також із розрахунків Масамуне Огурі випливало, що вперше спалах цієї наднової був доступний земним спостерігачам ще 1997 року, проте на той час жоден з достатньо потужних телескопів не спостерігав цю ділянку неба.